# GNRH2
GNRH2‏ (Gonadotropin releasing hormone 2) هوَ بروتين يُشَفر بواسطة جين GNRH2 في الإنسان.
هورمون 2 (GNRH2) هو ببتيد وهرمون يلعب دورًا هامًا في تنظيم وظائف التكاثر والجهاز التناسلي في العديد من الأنواع. تم اكتشافه كعضو في عائلة هرمونات GNRH، والتي تضم أيضًا GNRH1 وGNRH3، ولكل منها تأثيرات محددة على تنظيم إفراز الهرمونات التناسلية.

## الوظيفة
GNRH2 يشارك بشكل خاص في تنظيم إطلاق الهرمونات من الغدة النخامية، والتي بدورها تنظم الغدد التناسلية (الخصيتين في الذكور والمبايض في الإناث) لإنتاج الهرمونات الجنسية مثل التستوستيرون والإستروجين. على عكس GNRH1، الذي له دور رئيسي في هذه العملية، يُعتقد أن GNRH2 يؤدي وظائف تكميلية أو مختلفة بعض الشيء، وقد يكون له أدوار في سياقات أخرى.

## الأهمية السريرية
بالإضافة إلى ذلك، تشير بعض الدراسات إلى أن GNRH2 قد يلعب دورًا في عمليات بيولوجية أخرى، مثل تنظيم الشهية والأيض وربما حتى في الوظائف العصبية مثل الذاكرة والتعلم. ومع ذلك، ما زال هناك الكثير ليُكتشف حول الأدوار الدقيقة لهذا الهرمون وكيف يمكن أن يؤثر على الصحة والمرض.